# Азербејџан на Песми Евровизије
Азербејџан је једна од најмлађих учесница Песме Евровизије. Дебитовала је на педесет и другом такмичењу одржаном у Београду 2008. године. Национално такмичење избора представника врши се под покровитељством Иџтимаи телевизије. Заинтересованост азербејџанске публике за ово музичко надметање владало је годинама уназад, али како ИТВ није била чланица Европске радиодифузне уније није испуњавала све услове потребне за дебитовање.
Године 2007. АзТВ је такође била заинтересована да учествује на Песми Евровизије. Иако је ранијих година АзТВ била пуноправни члан ЕРУ, њено чланство је суспендовано због оцене да је недовољно независна од Владе Азербејџана те је због тога њен захтев за учествовање на Песми Евровизије 2007. одбијен.
Међутим 5. јула 2007. ИТВ је постала пуноправна чланица Европске радиодифузне уније што је омогућило да се 15. октобра дозволи њено дебитовање на Песми Евровизије 2008.
Азербејџан своју прву победу остварује 2011. године, у Диселдорфу са 231. поеном.
После Јерменије која је дебитовала 2006. и Грузије, 2007, Азербејџан је најновија држава Кавказа која учествује на Песми Евровизије.
2018. Азербејџан се по први пут није квалификовао у финале.

## Представници
| Година | Извођач(и)      | Песма | Финале            | Поени             | Полуфинале    | Поени         |
| ------ | --------------- | ----- | ----------------- | ----------------- | ------------- | ------------- |
| 2008   | и               |       | 8                 | 132               | 6             | 96            |
| 2009   | и Араш          |       | 3                 | 207               | 2             | 180           |
| 2010   |                 |       | 5                 | 145               | 2             | 113           |
| 2011   | Ел и Ники       |       | 1                 | 221               | 2             | 122           |
| 2012   | Сабина Бабајева |       | 4                 | 150               | Земља домаћин | Земља домаћин |
| 2013   | Фарид Мамадов   |       | 2                 | 234               | 1             | 139           |
| 2014   | Дилара Казимова |       | 22                | 33                | 9             | 57            |
| 2015   |                 |       | 12                | 49                | 10            | 53            |
| 2016   |                 |       | 17                | 117               | 6             | 185           |
| 2017   |                 |       | 14                | 120               | 8             | 150           |
| 2018   |                 |       | Нису се пласирали | Нису се пласирали | 11            | 94            |
| 2019   |                 |       | 8                 | 302               | 5             | 224           |
| 2020   |                 |       | Отказано          | Отказано          | Отказано      | Отказано      |
| 2021   |                 |       | 20                | 65                | 8             | 138           |
| 2022   |                 |       | 16                | 106               | 10            | 96            |
| 2023   |                 |       | Нису се пласирали | Нису се пласирали | 14            | 4             |
| 2024   | Фахри           |       | Нису се пласирали | Нису се пласирали | 14            | 11            |
| 2025   | Mamagama        |       | Нису се пласирали | Нису се пласирали | 15            | 7             |
| 2026   |                 |       |                   |                   |               |               |

## Организовање Песме Евровизије
| Година | Град | Место одржавања           | Водитељ(и)                                          |
| ------ | ---- | ------------------------- | --------------------------------------------------- |
| 2012   | Баку | Кристална дворана у Бакуу | Лејла Алијева, Елдар Гасимов и Наргиз Бирк Петерсен |

## Историја гласања
Азербејџан је највише поена дао (закључно са 2013):
| Ранг | Држава   | Поени |
| ---- | -------- | ----- |
| 1.   | Украјина | 57    |
| 2.   | Турска   | 48    |
| 3.   | Грузија  | 32    |
| 4.   | Русија   | 31    |
| 5.   | Румунија | 28    |

Азербејџан ја највише поена добио од:
| Ранг | Држава     | поени |
| ---- | ---------- | ----- |
| 1    | Турска     | 48    |
| 2    | Украјина   | 42    |
| 3    | Русија     | 37    |
| 4    | Молдавија  | 35    |
| 5    | Белорусија | 30    |

НАПОМЕНА: Укупан број поена у горенаведеним табелама односи се само на поене из финала, док полуфинални поени нису приказани.
Азербајџан је 12 поена у финалима дао:
| Година | Година  | Држава   | Извођач          | Песма                  | Пласман | Поени |
| ------ | ------- | -------- | ---------------- | ---------------------- | ------- | ----- |
| 2008   | 2008    | Турска   | Mor ve Ötesi     | "Deli"                 | 7       | 138   |
| 2009   | 2009    | Турска   | Хадисе           | "Düm Tek Tek"          | 4       | 177   |
| 2010   | 2010    | Турска   | MaNga            | "We Could Be the Same" | 2       | 170   |
| 2011   | 2011    | Украјина | Мика Њутн        | "Angel"                | 4       | 159   |
| 2012   | 2012    | Турска   | Can Bonomo       | "Love Me Back"         | 7       | 112   |
| 2013   | 2013    | Украјина | Злата Огњевич    | "Gravity"              | 3       | 214   |
| 2014   | 2014    | Русија   | Сестре Толмачеве | "Shine"                | 7       | 89    |
| 2015   | 2015    | Русија   | Полина Гагарина  | "A Million Voices"     | 2       | 303   |
| 2016   | жири    | Русија   | Сергеј Лазарев   | "You Are The Only One" | 3       | 491   |
| 2016   | публика | Русија   | Сергеј Лазарев   | "You Are The Only One" | 3       | 491   |